# Page One
Page One è l'album di esordio del sassofonista tenore Joe Henderson come leader, pubblicato nel 1963.
L'importante quintetto, che annovera tra gli altri Kenny Dorham ed il venticinquenne pianista McCoy Tyner (che l'indomani registrerà, sempre negli stessi studi, il suo album The Early Trios), esegue sei composizioni originali, comprese le prime versioni della famosa Blue Bossa e dei brani Recordame e la ballata La Mesha.
Il debutto di Henderson come leader è bene accolto dalla critica: l'artista si dimostra già maturo e col suo tipico sound originale e uno stile dentro-fuori il tempo.

## Tracce
1. Blue Bossa - (Kenny Dorham) - 8:03
2. La Mesha - (Kenny Dorham) - 9:10
3. Homestretch - (Joe Henderson) - 4:15
4. Recordame - (Joe Henderson) - 6:03
5. Jinrikisha - (Joe Henderson) - 7:24
6. Out of the Night - (Joe Henderson) - 7:23

## Formazione
- Kenny Dorham - tromba
- Joe Henderson - sax tenore
- McCoy Tyner - pianoforte
- Butch Warren - basso
- Pete La Roca - batteria

## Classifiche
| Classifica (2021) | Posizione massima |
| ----------------- | ----------------- |
| Grecia            | 75                |